# Бревиарий Алариха

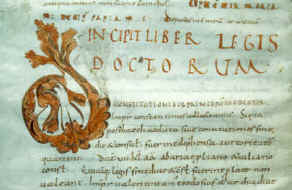
Бревиарий Алариха. Рукопись X в. Место хранения: Университет д’Оверни (Клермон-I), Франция.

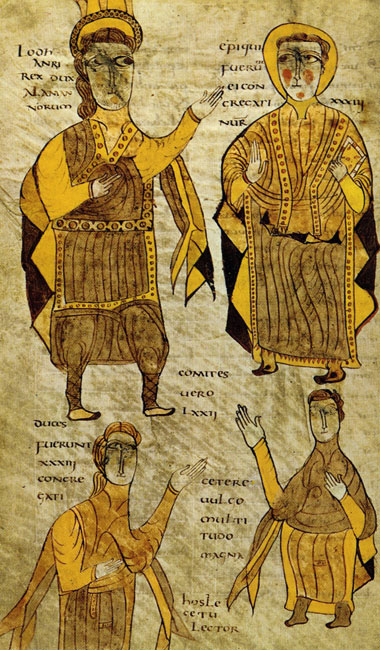
Бревиарий Алариха. Миниатюра из рукописи первой половины IX века. Изображён король в окружении епископа, герцога и графа. Место хранения: Париж, Национальная библиотека Франции

Бревиарий Алариха (лат. Breviarium Alaricianum, Breviarium Alarici, Lex Romana Visigothorum) — вестготский свод римских законов. В него включено большинство норм из Кодекса Феодосия, новеллы поздних императоров до Ливия Севера и фрагменты из произведений классических римских юристов.

## История происхождения памятника
В 506 году по распоряжению короля Алариха II подготовлен и введён новый свод права, известный под названиями «Римский закон вестготов» (лат. Lex romanorum Visigothorum) или «Сокращение Алариха» (лат. Breviairum Alaricionum). Бревиарий Алариха — наиболее творческий опыт новой систематизации римского права, в значительной степени систематизации самостоятельной (руководителем был граф Гойарик). При его составлении использованы выдержки из Кодекса Феодосия, императорских конституций, сокращённый текст «Институций» Гая, отрывки из «Сентенций» юриста Павла, другие римские кодексы и сочинения императорской эпохи. Нормы классического римского права в Бревиарии подверглись переработке: в частности, выпущено всё, что касалось правовых разделений между римскими гражданами и негражданами, привилегий особого квиритского права и др. Наибольшего внимания удостоились нормы, касавшиеся имущественных и обязательственных прав.
Бревиарий Алариха стал важным правовым источником не только для римских традиционных городских судов (представленных сенатами и правителями-ректорами), но и для собственных вестготских.

## Законы о коллегиях
В Бревиарий Алариха вошли также некоторые римские законы о коллегиях. О том, что положения Бревиария о куриалах не являлись в вестготском государстве мёртвой буквой, свидетельствует тот факт, что римское положение, запрещающее куриалам отчуждать своё имущество, вошло в VII веке в Кодекс Реккесвинта, то есть в единый законодательный кодекс для всего населения вестготского государства. Положение куриалов в готской Испании оставалось тяжёлым. Города приходили в упадок, их население сокращалось, а бремя налогов и повинностей, ложившихся на основную массу куриалов и крестьян из городской округи, оставалось высоким. Потому перспектива включения в состав вестготского государства рассматривалась городами Южной Испании, как серьёзная опасность. Этим обстоятельством следует, по-видимому, объяснить упорное сопротивление Кордовы и некоторых других городов Южной Испании готским королям.

## Роль сборника в правовой истории Болгарии
«Бревиарий Алариха», очевидно, сыграл определённую роль в истории Болгарии. Во всяком случае, таково мнение знаменитого хорватского учёного Балтазара Богишича, аргументы которого позднее развиты и подтверждены болгарским исследователем Бобчевым. Согласно их точке зрения, «Бревиарий Алариха» послан папой Николаем I болгарскому царю Борису I после того, как он обратился в 866 году к папе с просьбой послать ему «светские законы» (лат. leges mundane). В ответ на эту просьбу папа в своем «Ответе на запрос болгар» (лат. Responsa рарае Nicolai ad consulta Bulgarorum) объявил, что посылает им внушающие уважение римские законы (лат. venerandae Romanorum leges).

## Сложность сборника
Бревиарий Алариха включал в себя немало архаичных положений, а наряду с Вестготской правдой применялись нормы обычного права, дожившие до периода Реконкисты.

## Упоминания об узуфрукте
В Бревиарии Алариха упоминается об узуфрукте. Он мог быть передан либо на определенное число лет, либо заканчивался со смертью лица, взявшего имущество в пользование. Согласно готским законам, дочь, ставшая монахиней, пожизненно владела родительским наследством в качестве узуфрукта; точно также вдова получала пожизненно в узуфрукт свою долю наследства и не могла её отчуждать до конца жизни.